# Sinodemanga brunneus
Sinodemanga brunneus är en insektsart som beskrevs av William D. Funkhouser. Sinodemanga brunneus ingår i släktet Sinodemanga och familjen hornstritar. Inga underarter finns listade i Catalogue of Life.